# Mystères douloureux
 (septembre 2023).
Si vous disposez d'ouvrages ou d'articles de référence ou si vous connaissez des sites web de qualité traitant du thème abordé ici, merci de compléter l'article en donnant les références utiles à sa vérifiabilité et en les liant à la section « Notes et références ».
Les mystères douloureux sont une des quatre séries de cinq mystères médités dans la prière du Rosaire. Suivant les « mystères joyeux » de l'annonce de la venue du Christ et de son enfance et les « mystères lumineux » de sa vie publique, jusqu'à l'institution de l'Eucharistie, les mystères douloureux, correspondent à cinq moments de la Passion, de Gethsémani au Saint-Sépulcre. Ces mystères sont suivis des mystères glorieux, à commencer par celui de la Résurrection.
Depuis l'institution des mystères lumineux par Jean-Paul II, on récite et médite habituellement les mystères douloureux le mardi et le vendredi.
Ces mystères s'appellent en latin d'après le Compendium du catéchisme de l'Église catholique : Mysteria dolorosa.

## Les cinq moments de la vie du Christ

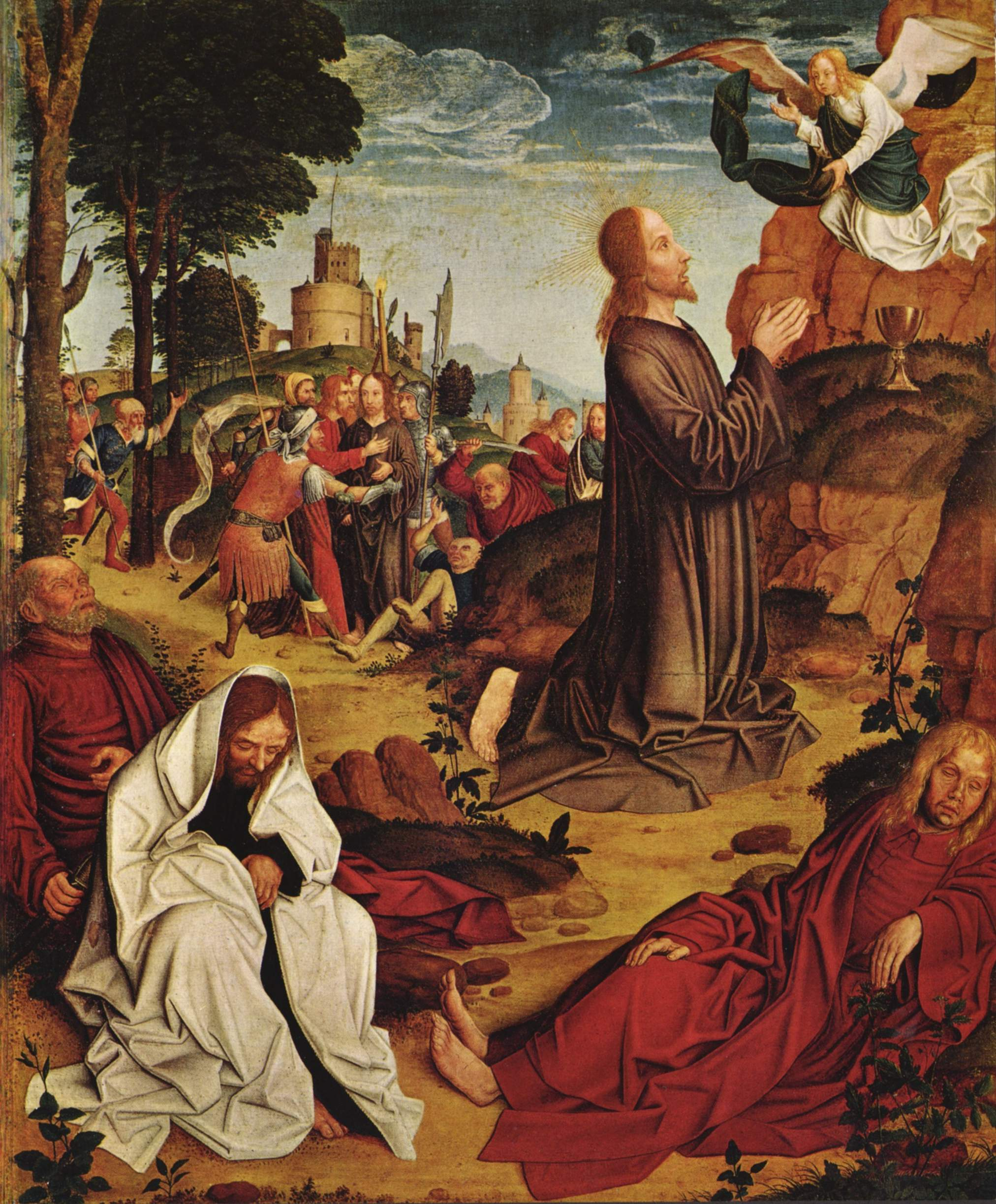
L'Agonie de Jésus (cf. Lc 22,39-44 - Agonia in Hortu).

### L’Agonie de Jésus à Gethsémani
Nous vous offrons, Seigneur Jésus, cette dizaine, en l'honneur de votre agonie, et nous vous demandons, par ce mystère et par l'intercession de votre Très Sainte Mère, la grâce d'être contrits pour nos péchés.

« Alors Jésus parvient avec eux à un domaine appelé Gethsémani et leur dit: "Restez ici, pendant que je m’en vais là-bas pour prier". Il emmena Pierre, ainsi que Jacques et Jean, les deux fils de Zébédée, et il commença à ressentir tristesse et angoisse. Il leur dit alors: "Mon âme est triste à en mourir. Demeurez ici et veillez avec moi". Il s’écarta un peu et tomba la face contre terre, en faisant cette prière: "Mon Père, s’il est possible, que cette coupe passe loin de moi! Cependant, non pas comme je veux, mais comme tu veux". »

— Mt 26, 36-39
Je vous salue, Marie pleine de grâces ; le Seigneur est avec vous. Vous êtes bénie entre toutes les femmes, et Jésus, accablé de douleur et d’angoisse, le fruit de vos entrailles, est béni. Sainte Marie, Mère de Dieu, priez pour nous pauvres pécheurs, maintenant et à l'heure de notre mort. Amen.

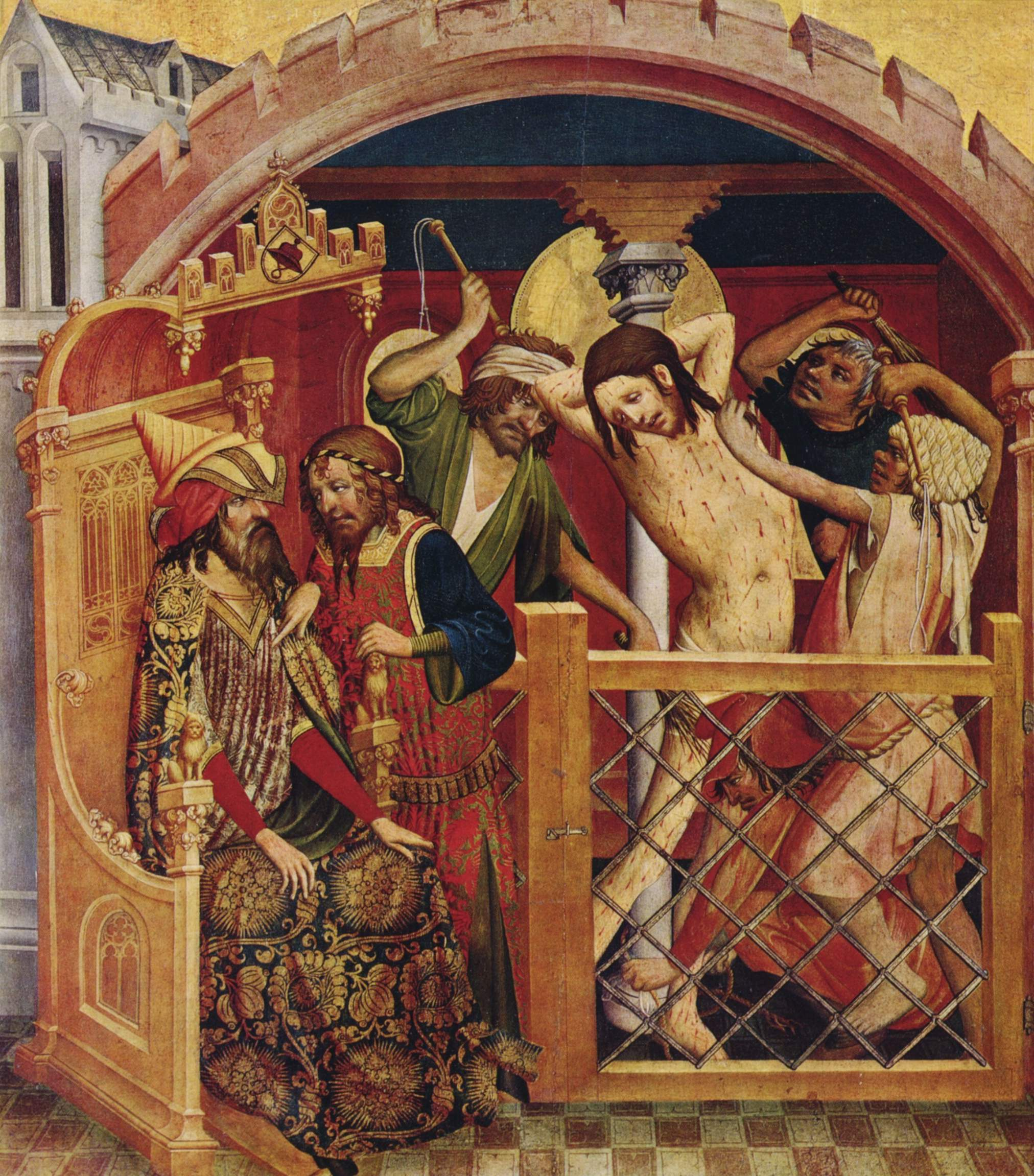
La Flagellation (cf. Jn 19,1 - Flagellatio).

### La flagellation
Nous vous offrons, Seigneur Jésus, cette dizaine, en l'honneur de la flagellation de Jésus, et nous vous demandons, par ce mystère et par l'intercession de votre Très Sainte Mère, la grâce de la mortification des sens.

« Alors, Pilate ordonna d’emmener Jésus pour le flageller. Les soldats tressèrent une couronne avec des épines, et la lui mirent sur la tête; puis ils le revêtirent d’un manteau de pourpre. Ils s’avançaient vers lui et ils disaient: "Honneur à toi, roi des juifs!". Et ils le giflaient. »

— Jn 19,1-3
Je vous salue, Marie pleine de grâces ; le Seigneur est avec vous. Vous êtes bénie entre toutes les femmes, et Jésus, cruellement torturé, le fruit de vos entrailles, est béni. Sainte Marie, Mère de Dieu, priez pour nous pauvres pécheurs, maintenant et à l'heure de notre mort. Amen.

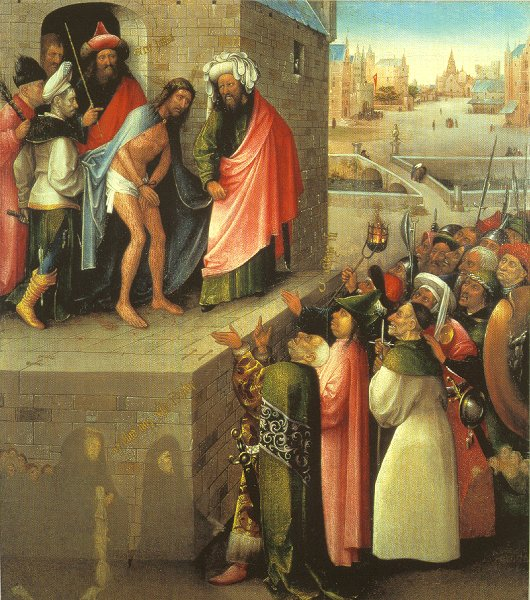
Jérôme Bosch, Le Couronnement d'épines (cf. Jn 19,2-3 - Coronatio Spinis).

### Le couronnement d'épines
Nous vous offrons, Seigneur Jésus, cette dizaine, en l'honneur du couronnement d'épines, et nous vous demandons, par ce mystère et par l'intercession de votre Très Sainte Mère, la grâce de l'amour des humiliations.

« Alors les soldats du gouverneur emmenèrent Jésus dans le prétoire et rassemblèrent autour de lui toute la garde. Ils lui enlevèrent ses vêtements et le couvrirent d’un manteau rouge. Puis, avec des épines, ils tressèrent une couronne, et la posèrent sur sa tête; ils lui mirent un roseau dans la main droite et, pour se moquer de lui, ils s’agenouillaient en lui disant: "Salut, roi des Juifs!" »

— Mt 27, 27-29
Je vous salue, Marie pleine de grâces ; le Seigneur est avec vous. Vous êtes bénie entre toutes les femmes, et Jésus, humilié et accablé d’outrages, le fruit de vos entrailles, est béni. Sainte Marie, Mère de Dieu, priez pour nous pauvres pécheurs, maintenant et à l'heure de notre mort. Amen.

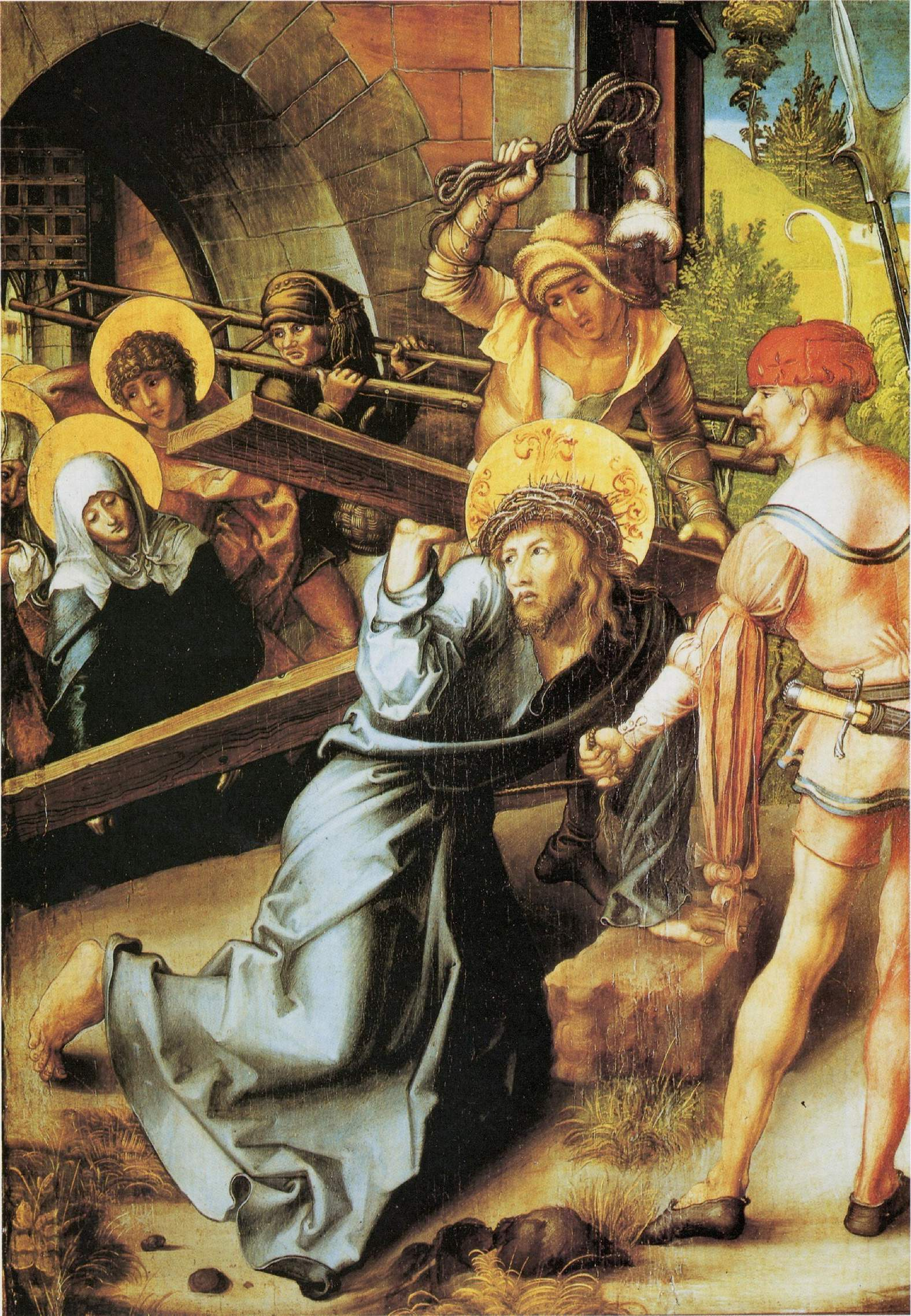
Albrecht Dürer, Le Portement de Croix, Polyptyque des Sept Douleurs, (cf. Jn 19,16-18 - Baiulatio Crucis

### Le portement de la Croix
Nous vous offrons, Seigneur Jésus, cette dizaine, en l'honneur du portement de la croix, et nous vous demandons, par ce mystère et par l'intercession de votre Très Sainte Mère, la grâce d'être patient dans les épreuves.

« Ils réquisitionnent, pour porter la croix, un passant, Simon de Cyrène, le père d’Alexandre et de Rufus, qui revenait des champs. Et ils amènent Jésus à l’endroit appelé Golgotha, c’est-à-dire: Lieu-du-Crâne, ou Calvaire. »

— Mc 15, 21-22
Je vous salue, Marie pleine de grâces ; le Seigneur est avec vous. Vous êtes bénie entre toutes les femmes, et Jésus, écrasé par le poids de nos péchés, le fruit de vos entrailles, est béni. Sainte Marie, Mère de Dieu, priez pour nous pauvres pécheurs, maintenant et à l'heure de notre mort. Amen.

### La Crucifixion

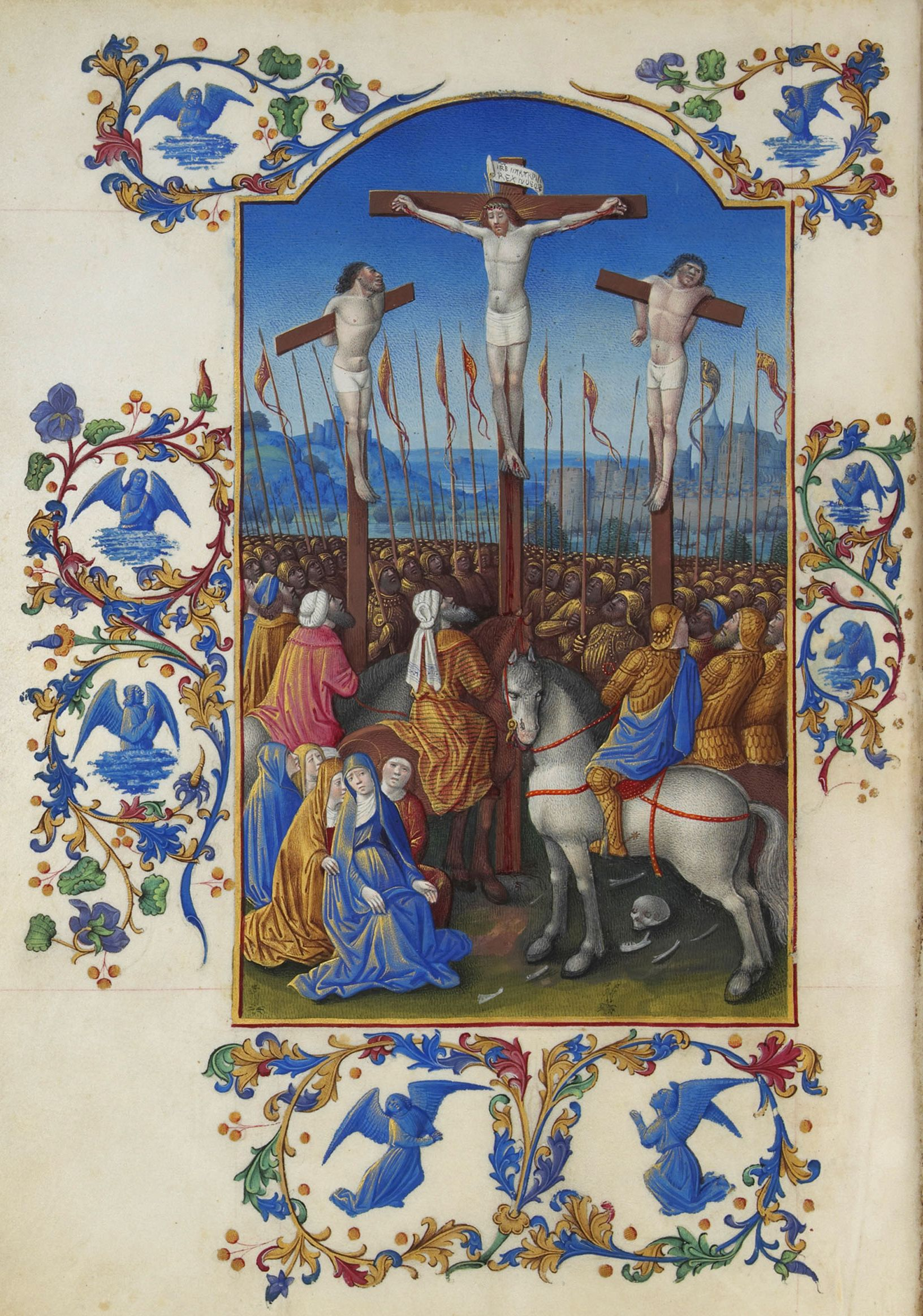
La Crucifixion et la mort de Jésus sur la Croix (cf. Jn 19,28-30 - Crucifixio et mors

Nous vous offrons, Seigneur Jésus, cette dizaine, en l'honneur de la crucifixion, et nous vous demandons, par ce mystère et par l'intercession de votre Très Sainte Mère, la grâce de savoir pardonner les offenses.

« Lorsqu’on fut arrivé au lieu dit Le Crâne, ou Calvaire, on mit Jésus en croix, avec les deux malfaiteurs, l’un à droite et l’autre à gauche. Jésus disait: "Père, pardonne-leur: ils ne savent pas ce qu’ils font"… Il était déjà presque midi; l’obscurité se fit dans tout le pays jusqu’à trois heures, car le soleil s’était caché. Le rideau du temple se déchira par le milieu. Alors, Jésus poussa un grand cri: "Père, entre tes mains je remets mon esprit". »

— Lc 23, 32-33, 44-46
Je vous salue, Marie pleine de grâces ; le Seigneur est avec vous. Vous êtes bénie entre toutes les femmes, et Jésus, nous sauvant par sa mort sur la Croix, le fruit de vos entrailles, est béni. Sainte Marie, Mère de Dieu, priez pour nous pauvres pécheurs, maintenant et à l'heure de notre mort. Amen.

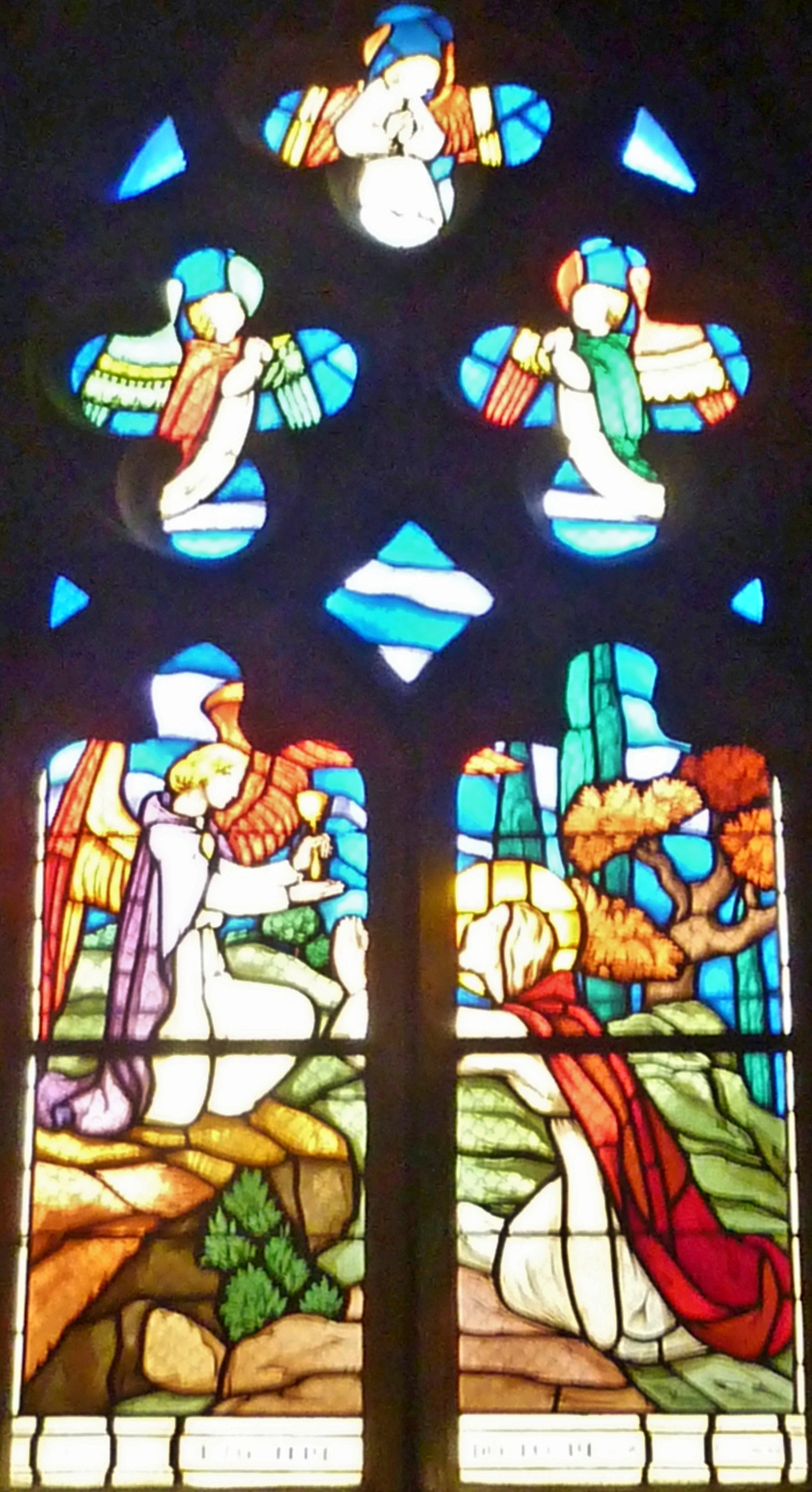
Chapelle Notre-Dame de Lambader : vitrail, les mystères du Rosaire, le 1er mystère douloureux (l’Agonie à Gethsémani).
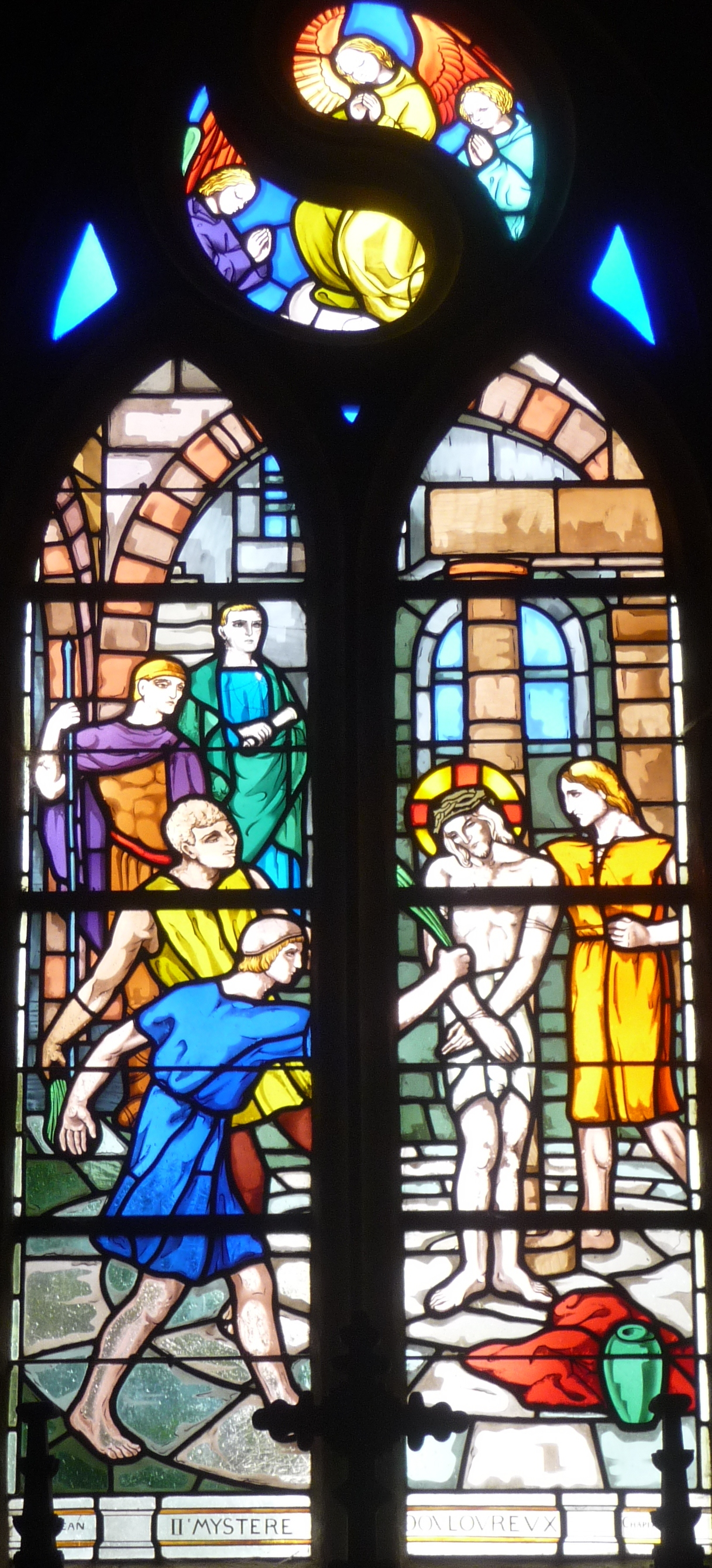
Chapelle Notre-Dame de Lambader : vitrail, les mystères du Rosaire, le 2e mystère douloureux (la Flagellation).
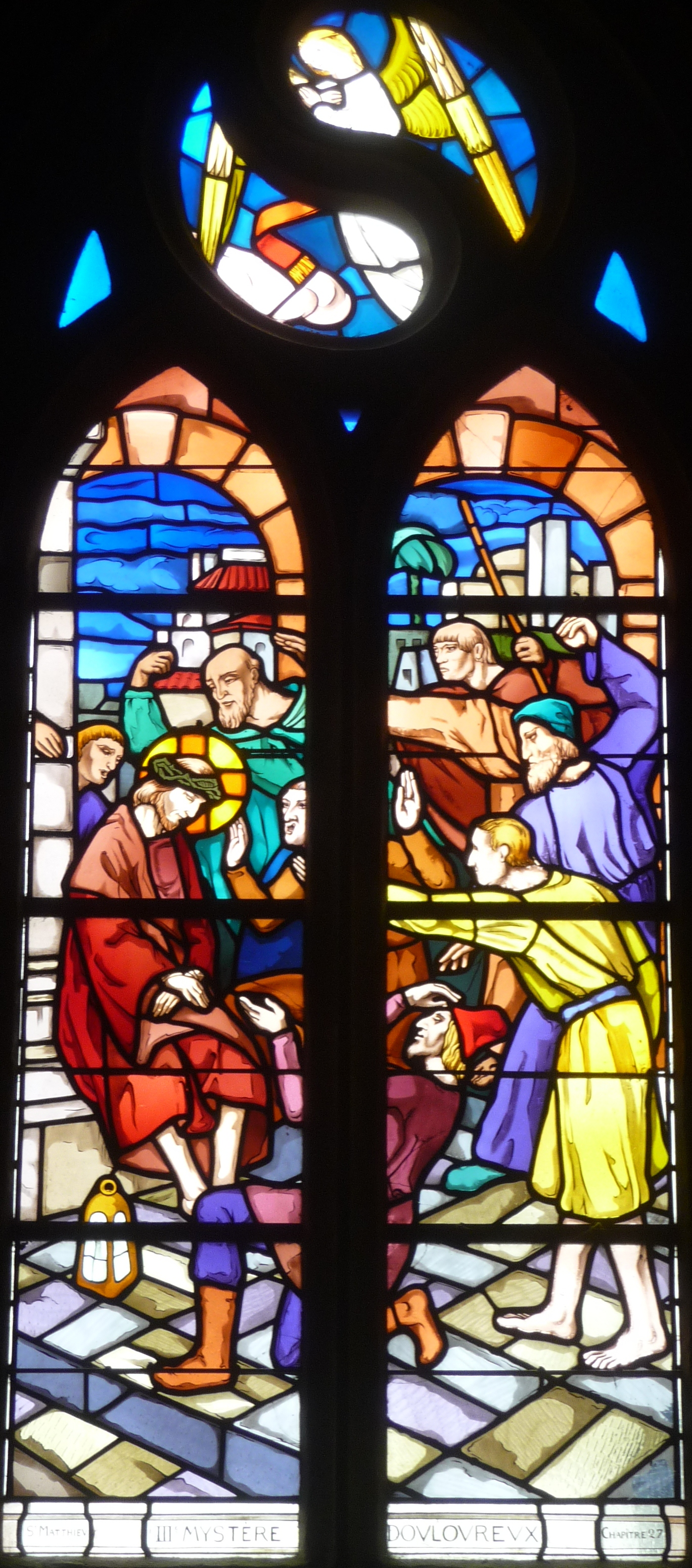
Chapelle Notre-Dame de Lambader : vitrail, les mystères du Rosaire, le 3e mystère douloureux (le Couronnement d'épines).
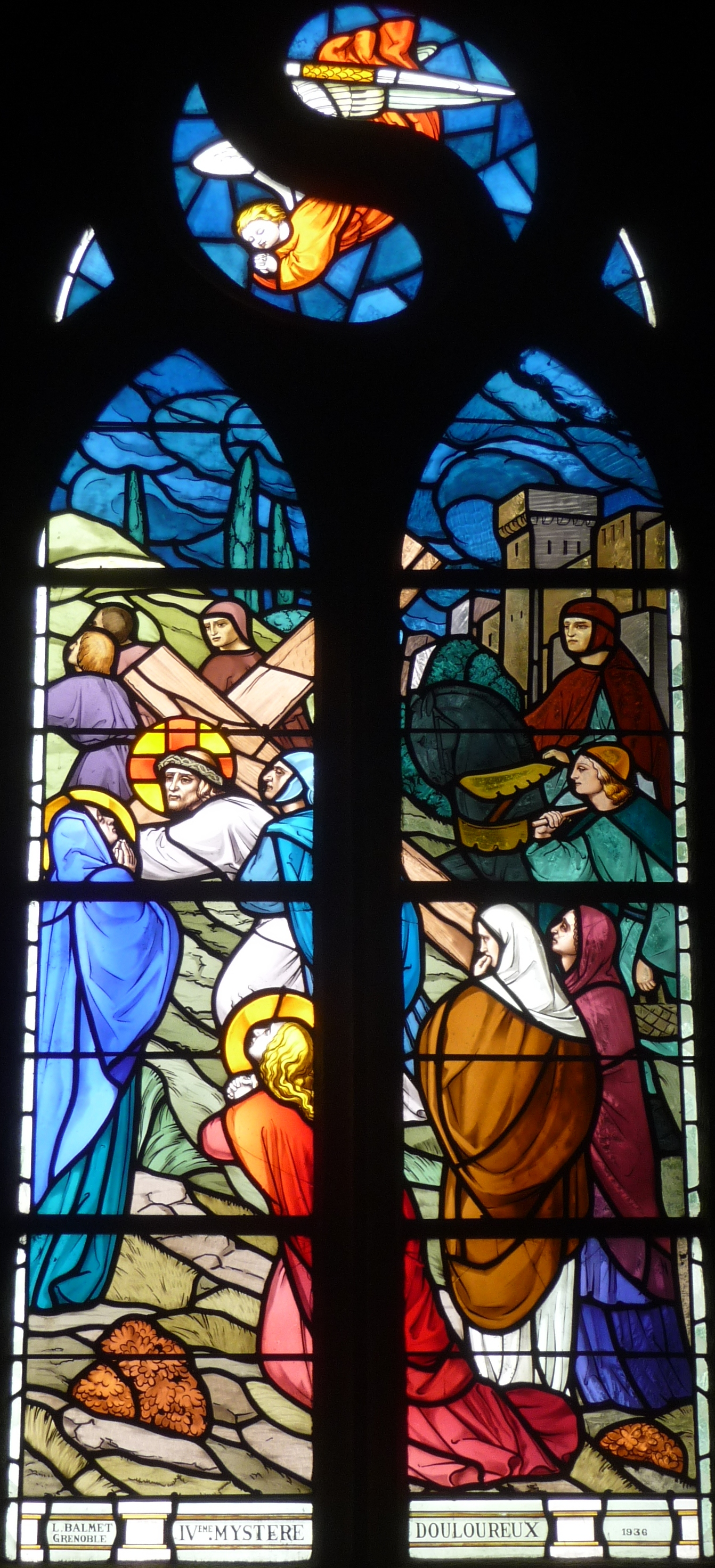
Chapelle Notre-Dame de Lambader : vitrail, les mystères du Rosaire, le 4e mystère douloureux (le Portement de Croix).
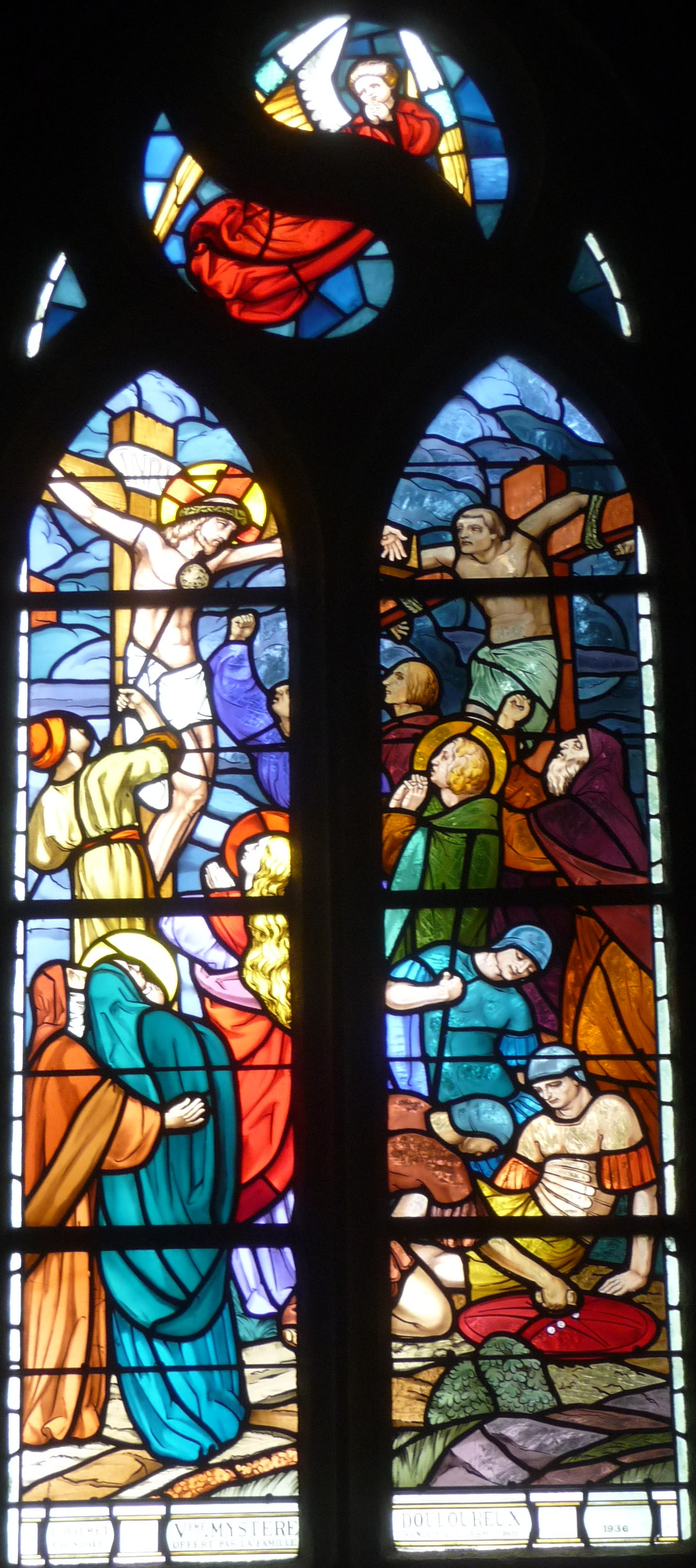
Chapelle Notre-Dame de Lambader : vitrail, les mystères du Rosaire, le 5e mystère douloureux (la Crucifixion).